# Liga výjimečných
Liga výjimečných (v anglickém originále The League of Extraordinary Gentlemen) je komiksová série vytvořená scenáristou Alanem Moorem. Od roku 1999 byla vydávaná vydavatelstvím WildStorm (součást DC Comics), od roku 2007 ji vydává vydavatelství Top Shelf Productions. Hlavními postavami jsou superhrdinové z přelomu 19. a 20. století – původně postavy klasické literatury, které byly pro potřeby této komiksové série upraveny. Vystupuje zde např. Mina Murrayová z Drákuly, Allan Quatermain z Dolů krále Šalamouna, kapitán Nemo z Dvaceti tisíc mil pod mořem, doktor Henry Jekyll z Podivného případu Dr. Jekylla a pana Hyda či Hawley Griffin z Neviditelného. Děj první řady byl zasazen do viktoriánského období, příběhy dalších komiksů se odehrávají i v průběhu 20. a 21. století.
Na motivy komiksové série byl v roce 2003 natočen film Liga výjimečných.